# Manuscrito encontrado em uma garrafa
Manuscrito encontrado em uma garrafa (em inglês: MS. Found in a Bottle) é um conto de 1833 do escritor americano Edgar Allan Poe. A trama segue um narrador anônimo no mar que se encontra em uma série de circunstâncias terríveis. À medida que ele se aproxima de sua morte desastrosa enquanto seu navio segue cada vez mais para o sul, ele escreve um manuscrito, contando suas aventuras, que ele lança ao mar. Alguns críticos acreditam que a história foi concebida como uma sátira dos típicos contos marítimos.
Poe enviou o conto como uma das muitas inscrições para um concurso literário oferecido pelo periódico Baltimore Saturday Visiter. Cada uma das histórias foi bem recebida pelos jurados, mas eles escolheram por unanimidade "Manuscrito achado em uma garrafa" como a vencedora do concurso, rendendo a Poe um prêmio de $50. A história foi publicada na edição de 19 de outubro de 1833 da revisa Visiter.
O biógrafo Kenneth Silverman escreveu que a história é “um crescente sustentado de temor cada vez maior diante de uma catástrofe cada vez mais estranha e iminente".  Essa perspectiva de catástrofe desconhecida tanto horroriza quanto estimula o narrador, de acordo com o escritor Daniel Stashower. 